# Alfredo Bensaúde

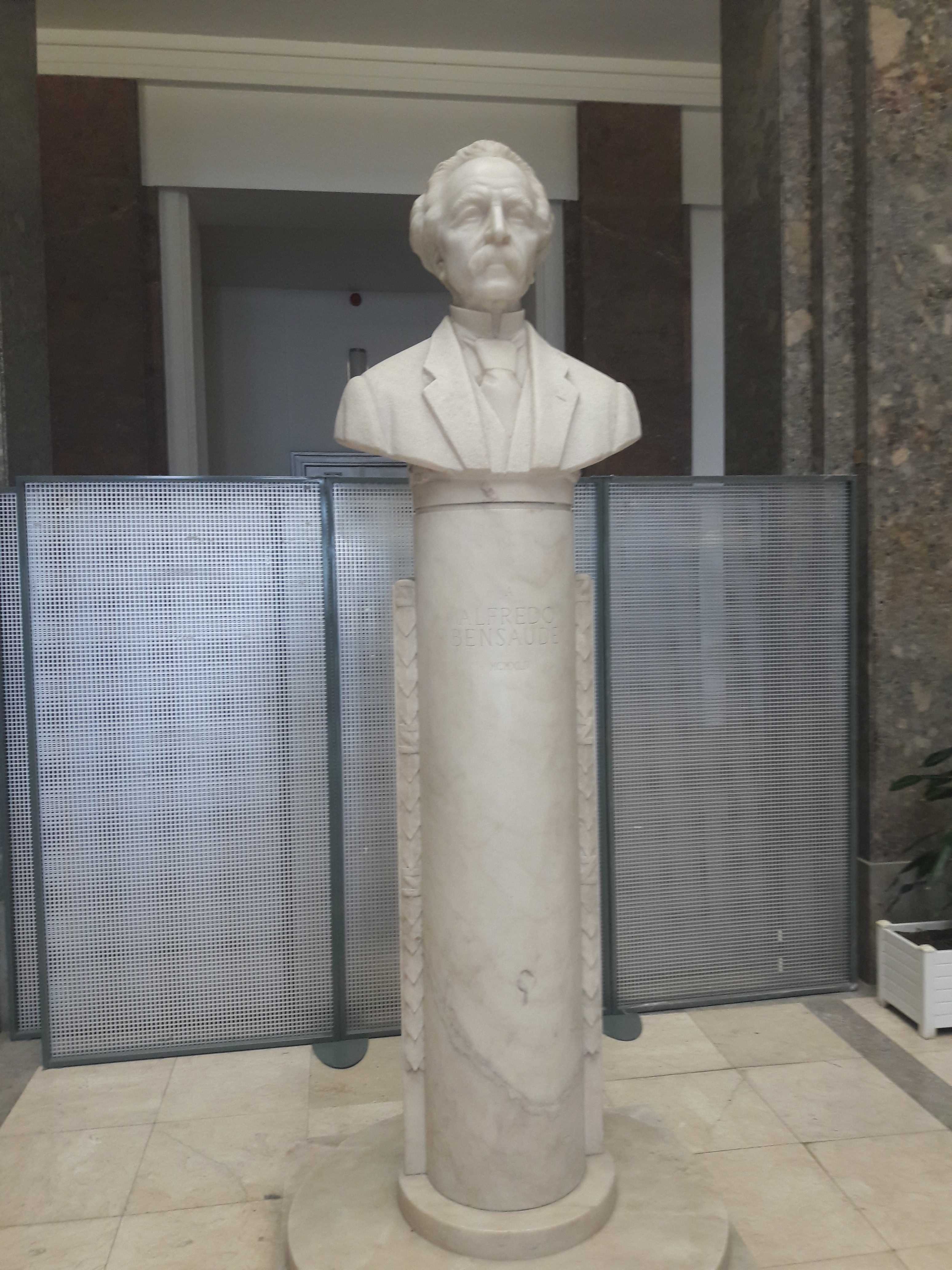
Busto de Alfredo Bensaúde, esculpido por António Duarte, localizado no átrio do Pavilhão Central do Instituto Superior Técnico

Alfredo Bensaúde GOSE • GOIP (Ponta Delgada, 4 de Março de 1856 — Ponta Delgada, 1 de Janeiro de 1941) foi um mineralogista, engenheiro e professor universitário de ciências geológicas, reformador do ensino tecnológico em Portugal no início do século XX. Foi o fundador e primeiro director do Instituto Superior Técnico (IST) em Lisboa.

## Biografia
Nasceu em Ponta Delgada, primeiro filho de José Bensaude (1835-1922), importante e culto industrial açoriano de origem judaica e de Raquel Bensliman (1836-1934). Foi irmão de Joaquim Bensaude (1859-1952), destacado historiador dos Descobrimentos Portugueses e de Raul Bensaude, famoso médico em Paris.
Depois de fazer os seus estudos preparatórios em Ponta Delgada, aos 15 anos de idade foi enviado pelo pai para a Alemanha, a fim de se educar nesse país e onde prosseguiu os estudos. Começou por frequentar as classes preparatórias da Escola Técnica Superior de Hanôver, em Hanôver, passando, depois, para o curso de Engenharia na Escola de Minas de Clausthal, em Clausthal, hoje Clausthal-Zellerfeld, obtendo o grau de Engenheiro de Minas em 1878.
Permaneceu na Alemanha, prosseguindo e terminando os seus estudos na Georg-August-Universität Göttingen, em Göttingen, onde, em 1881, obteve o grau de Doutor em Filosofia na especialidade de Mineralogia. No ano seguinte, em 1882, premiou a mesma Universidade uma memória sua. A sua dissertação versa a cristalografia do mineral perovskite, então descoberto na Rússia e foi premiada e publicada pelo Governo Alemão.
A partir de 1884 fixou-se em Lisboa, sendo nomeado Professor de Mineralogia e Geologia no Instituto Industrial e Comercial de Lisboa, função que exerceu seguidamente. Imbuído dos métodos práticos com que estudara na Alemanha, introduziu os métodos laboratoriais de ensino, revolucionando a forma de ensino das disciplinas que regia. Foi o introdutor em Portugal do ensino da Cristalografia e das modernas técnicas de Petrografia.
Após a Implantação da República Portuguesa, em 1910, foi convidado e confiou-lhe o Dr. Manuel de Brito Camacho, Ministro do Fomento do Governo Provisório, o encargo de instalar, dirigir e reformar o Instituto Superior Técnico, de que foi Professor e o primeiro Director, empreendimento que levou a cabo de maneira muito notável, tendo a oportunidade de renovar também nestas funções os métodos de ensino da Engenharia em Portugal e o pessoal docente. Dirigiu a instituição desde a sua fundação em 1911 até 1922, ano em que se retirou para Ponta Delgada, onde, aquando e devido ao falecimento de seu pai, lhe coube a missão de lhe suceder e de assumir a administração da empresa industrial que este havia fundado na ilha de São Miguel.
Residindo em Ponta Delgada, mas de onde se ausentava com frequência em visitas ao estrangeiro, manteve a sua actividade intelectual, colaborando com diversas instituições locais e dedicando-se ao estudo da mineralogia açoriana. Neste período descreveu a açorite, um mineral aparentado com o zircónio comum nas rochas vulcânicas.
Alfredo Bensaude foi admitido como Sócio Correspondente da Academia das Ciências de Lisboa em 1893 e como sócio efectivo em 1911. Em 1929 foi declarado Académico Emérito.
Publicou múltiplos artigos sobre assuntos da sua especialidade e trabalhos sobre reforma pedagógica do ensino das ciências naturais e da engenharia. Algumas das suas obras são marcos importantes no património pedagógico de Portugal, entre elas as Notas Histórico-Pedagógicas sobre o Instituto Superior Técnico (1922), onde criticou inúmeras deficiências do ensino técnico em sobre os cursos de engenharia, propondo uma reestruturação pedagógica profunda, com destaque para o aumento do número de laboratórios. Tentou provar que a associação da teoria a prática era importante até mesmo aos cursos de Arquitectura. Foi o responsável pelo surgimento das primeiras disciplinas que envolviam técnicas de desenho.
Entre os seus trabalhos, contam-se, além da Tese de Doutoramento e memória laureada pela Universidade,Relatórios sôbre vários jazigos minerais de Portugal, notícias várias sobre mineralogia, publicadas em revistas Alemãs, Francesas e Portuguesas, uma monografia sobre o diamante na revista portuense da Sociedade Carlos Ribeiro, precursora da "Portugália", de Ricardo Severo, um estudo sobre o Ensino Tecnológico, de 1892, cujas ideias pôs em prática quando tomou a Direcção do Instituto Superior Técnico: Études sur le séisme du Ribatejo du 23 Avril 1909, em colaboração com Paulo Choffat e impresso pela Comissão dos Trabalhos Geológicos de Portugal.
Paralelamente à sua actividade científica e empresarial, teve como hobby a construção e restauro de violinos. A paixão pelos violinos terá surgido quando assistiu em Hanôver à repetição das experiências de acústica do médico e físico francês Félix Savart (1791-1841). Construiu o seu primeiro violino em 1874, ano em que frequentou a oficina, em Hanover, do construtor de violinos dinamarquês Jacob Eritzoe, que fora durante muitos anos contramestre da oficina de August Riechers, em Berlin. Chegou a interromper os estudos no ano lectivo de 1874/1875 para aprender a arte de construir violinos. Os seus instrumentos eram simétricos na curvatura dos tampos e no contorno da costilha, diferente dos tradicionais, aos quais aplicava verniz de composição sua, com elasticidade, transparência e brilho característicos. Entre os seus trabalhos nesta área, contam-se: Uma concepção evolucionista da música e As canções de F. Schubert, ambas de 1905.
Escreveu, ainda, a biografia de seu pai, Vida de José Bensaude, de 1936.
A 6 de Novembro de 1929 foi feito Grande-Oficial da Ordem Militar de Sant'Iago da Espada e a 14 de Novembro de 1936 foi feito Grande-Oficial da Ordem da Instrução Pública.
Em sua homenagem, foi criado o Museu Alfredo Bensaúde no departamento de Engenharia Civil, Arquitetura e Georrecursos do Instituto Superior Técnico e foi dado o seu nome à Avenida Doutor Alfredo Bensaude, em Santa Maria dos Olivais, Lisboa.
Casou com Jane Oulman Bensaude (1862-1938), autora de livros didácticos e infantis. Foi pai da bióloga Matilde Bensaude (1890-1969).

## Principais obras publicadas
- 1881 — Über den Analcim. Inaugural-Dissertation zur Erlangung der Philosophischen Doktorwürde an der Georg-August-Universität zu Göttingen, Stuttgart.
- 1881 — "Beiträge Zur Kenntniss der Optischen Eigenschaften des Analcim". Nachrichten von der Königlichen Gesellschaft der Wissenschaften und der Georg-August-Universität zu Göttingen.
- 1882 — Über den Perowskit. Von der Philosophischen Fakultät der Universität Göttingen gekrönte Preisschrift. Göttingen (gedruckt mit Unterstützung des Königlichen Preussischen Kulturministeriums).
- 1884 — Da Incongruência entre a Observação e a Teoria em alguns Cristais Cúbicos. Tese de concurso para lugar de professor de mineralogia e geologia do Instituto Industrial e Comercial de Lisboa.
- 1884 — Note sur la nature minéralogique de quelques instruments de pierre trouvés en Portugal. Congrès International d'Anthropologie et d'Archéologie, Lisbonne, 1880. Lisboa, Academia Real das Ciências: 682-697.
- 1888 — "Note sur l’azorite de S. Miguel (Iles Açores)". Bulletin de la Société Francaise de Minéralogie, Paris.
- 1892 — "O Diamante". Revista de Sciencias Naturaes e Sociaes, 2, 8, Porto.
- 1892 — Projecto de reforma do ensino technologico para o Instituto Industrial e Commercial de Lisboa: parecer separado. Lisboa: Typ. da Academia Real das Sciencias.
- 1893 — "Anomalias Opticas de Crystaes Tesseraes". Jornal de Sciencias Mathematicas, Physicas e Naturaes, 35-37, Lisboa.
- 1894 — Beiträge zu einer Theorie der optischen Anomalien der regulären Kristalle. Lisboa.
- 1895 — "Alguns Topicos de uma Theoria das Anomalias Opticas dos Crystaes". Revista de Sciencias Naturaes e Sociaes, 4, 14, Porto.
- 1895 — "Note sur la corrosion d'un alum biréfringent". Communications de la Commission des Travaux Géologiques du Portugal, 3, 1, Lisboa.
- 1896 — Die wahrscheinlichen Ursachen der anomalen Doppelbrechung der Kristalle. Lisboa.
- 1905 — Uma concepção evolucionista da música: As canções de F. Schubert. Lisboa, Liv. Clássica.
- 1909 — "Le tremblement de Terre de la Vallée du Tage du 23 Avril 1909 (Note Prèliminaire)". Bulletin de la Société Portuguaise de Sciences Naturelles, 3: 90-129.
- 1911 — Études sur le Seisme du Ribatejo du 23 Avril 1909. Lisboa (em colaboração com Paul Choffat).
- 1920 — "Note sur la descloizite de la mine de Preguiça (Sobral de Adiça)". Bulletin de la Société Portugaise des Sciences Naturelles, VIII, 2: 154-156.
- 1921 — "Quartz noir recouvert d’autumite de la mine d’urane de Viaris (Baião)". Bulletin de la Société Portugaise des Sciences Naturelles, IX, 1: 40-44 (em colaboração com G. Costanzo).
- 1922 — "Le Quartz Noir de la Mine Radifère de Viaris (Portugal)". Le Journal de Physique et de Radium, (6 — 3), Paris (em colaboração com G. Costanzo).
- 1922— Notas histórico-pedagógicas sobre o Instituto Superior Técnico. Lisboa: Imprensa Nacional.
- 1936 — Vida de José Bensaude. Porto, Litografia Nacional.
- 1938 — "Sobre a açorite, variedade do zircão". Açoreana, 2, 1: 15-19.
- 1939 — "Rochas Silicatadas por Águas Minerais e Opala Comum na Ilha de S. Miguel". Açoreana, 2, 2: 67-78.